# Мисс мира 2025
Мисс мира 2025 (англ. Miss World 2025) — 72-й международный конкурс красоты Мисс мира. Проводился 31 мая 2025 года в HITEX Exhibition Centre, в городе Хайдарабад, штат Телингана, Индия.
Победительницей стала Сучата Чуангсри из Таиланда и это стало первая победа этой страны и второй страной Юго-Восточной Азии, получившей этот титул.

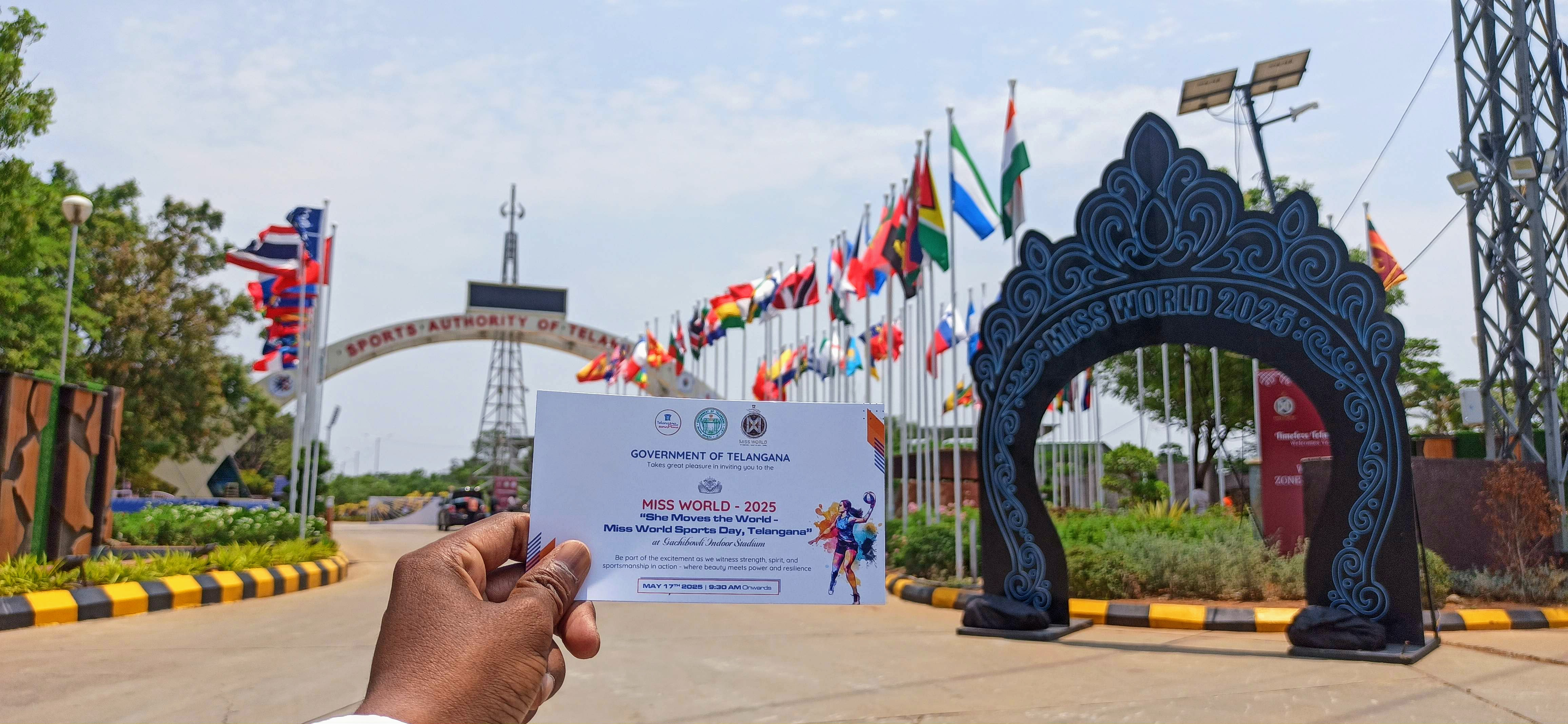
Пропуск на конкурс красоты «Miss World 2025»

## Закулисье

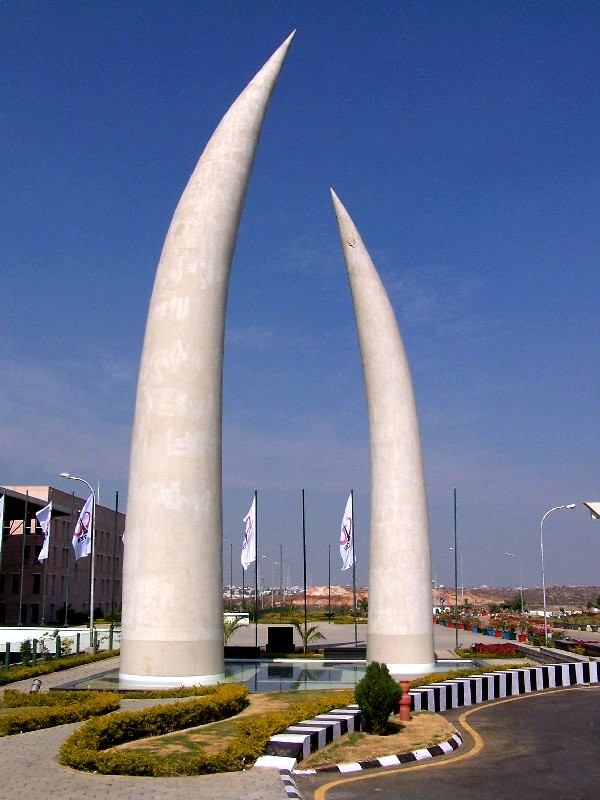
HITEC City место проведения красоты

19 февраля 2025 года организаторы сообщили, что мероприятие состоится 31 мая 2025 года в городе Хайдарабад.
Индия принимает в третий раз международный конкурс красоты, после проведения Мисс мира 1996 и Мисс мира 2023.

### Отбор участниц
Для участия в конкурсе были отобраны конкурсантки из ста восьми стран и территорий.

#### Замены
Несколько участниц либо отказались от участия в конкурсе, либо были заменены по разным причинам. Ниже приведены подтвержденные изменения:
«Мисс Чехия 2023», Юстина Зедникова, первоначально собиралась участвовать в конкурсе, но ее заменила Мисс Чехия 2024, Адела Штроффекова. Позже Зедникова приняла участие в конкурсе, но была заменена на Мисс Чехия 2024, Аделу Штроффекову, которая приняла участие в Мисс Супранешнл 2024, где она стала Второй Вице-мисс -. «Мисс Тунис 2023», Амира Афли, также была заменена новой победительницей, «Мисс Тунис 2025», Ламис Редисси.
Ноэлия Эрнандес из Белиза снялась с конкурса по неустановленным причинам, и её заменила Первая Вице-мисс Шаяри Моратайя Мисс Кот-д'Ивуар 2024, Мари-Эммануэль Диамала, была заменена своей первой соперницей, Фатуматой Кулибали. Мисс Мира Каймановые острова 2024, Латеция Буш, сменила Первую-Вице мисс Джаду Рамун.
Манита Ханг представительница Камбоджи отказались от участия по личным причинам. Пять дней спустя организация «Мисс Мира Камбоджа» выбрала Джулию Рассел в качестве новой представительницы в результате кастинга.
Ариет Санжарова из Кыргызстана также снялась с соревнований по неизвестным причинам, её заменила Айжан Чаначева. Альбертина Хаимбала из Намибии снялась с соревнований по неизвестным причинам, её заменила Сельма Каманья Микаэла Николалев из Молдовы была заменена на Ангелину Китайку без объяснения причин.
Кимберли Джозеф представительница Маврикии была заменена на Венну Румну по неизвестным причинам. Эльвира Йорданова из Болгарии отказалась от участия в конкурсе, подписав контракт с организацией, не связанной с «Miss World Bulgaria», в результате чего она лишилась национального титула. Её заменила Теодора Милтенова.
В некоторых странах новые участницы выбирались после окончания срока полномочий предыдущих конкурсанток:
Мисс Польша 2024, Майя Клайда, заменила Еву Якубец. Мисс Мира Япония 2024, Киана Томита, сменила на этом посту Майю Негиши, обладательницу титула 2023 года, которая не смогла принять участие в международных соревнованиях в связи с окончанием срока своего участия.
Исмели Жаркин, была коронована как «Мисс Мира Никарагуа 2024», покинула конкурс по неустановленным причинам. Сперва её заменила первая претендентка Джулия Агилар, которая также не стала участвовать в конкурсе Ultimately, Miss World Nicaragua 2025, Virmania Rodríguez, will take part in the competition..

#### Дебют, возвращение и отказ от участия
В этом году вернулся Суринам, в последний раз эта страна участвовала в 2012 году, Северная Македония (как Македония) в 2015, Латвия и Замбия в 2018 году, Кыргызстан в 2019 году. Албания, Армения и Эквотариальная Гвинея в 2021 году.
Мисс Лесото 2023 Лерато Масила отказалась от участия по неустановленным причинам Tracy Nabukeera of Tanzania withdrew due to lack of sponsorship,. Даниэла Войтасова из Словакии сослалась на академические обязательства, а Мин Чжон из Южной Кореи снялся с соревнований из-за травмы. Фабиола Виндас из Коста-Рики отказалась от участия в конкурсе после того, как ее национальная организация потеряла франшизу «Мисс Мира»; вместо этого она будет участвовать в конкурсе Мисс Супранешнл 2025. Кроме того, норвежка Николин Андерсен отказалась от участия в соревнованиях из-за проблем с расписанием и будет участвовать в Мисс интернешнл 2025.
Гвинея-Бисау, Ирак, Либерия, Макао, Марокко и Уругвай отказались от участия в конкурсе из-за того, что их соответствующие национальные организации не смогли назначить участницу, организовать национальный конкурс или сохранить франшизу «Мисс Мира».

## Результат

### Места
| Место          | Участница |
| -------------- | --- |
| Мисс мира 2025 | - Таиланд — Сучата Чуангсри |
| 1-я Вице-мисс  | - Эфиопия — Хассет Дерэдже Адмасу |
| 2-я Вице-мисс  | - Польша — Майя Клайда |
| 3-я Вице-мисс  | - Мартиника – Орели Жоашен |
| Топ-8          | - Бразилия – Жессика Педросо - Намибия – Селма Каманья - Филиппины – Кришна Гравидез - Украина – Мария Мельниченко |
| Топ-20         | - Аргентина – Гваделупе Аломар - Австралия – Жасмин Стрингер - Камерун – Исси Принцесс - Индия – Нандини Гупта - Ирландия – Жасмин Герхардт - Италия – Кьяра Эспозито - Ливан – Нада Кусса - Нигерия – Джой Моджисола Райми - Пуэрто-Рико – Валерия Перес - Тунис – Ламис Редисси - США – Афина Кросби - Уэльс – Милли-Мэй Адамс |
| Топ-40         | - Бельгия – Карен Янсен - Ботсвана – Анисия Гаотуси - Доминиканская Республика – Майра Алехандра Дельгадо - Эстония – Элиизе Рандмаа - Гаити – Кристи Гиран - Индонезия – Моника Кезия Сембиринг - Ямайка – Тахье Беннетт - Малайзия – Сарупа Роши - Черногория – Андреа Николич - Новая Зеландия – Саманта Пул - Северная Ирландия – Ханна Джонс - Панама – Кароль Родригес - Сербия – Александра Рутович - Сомали – Зейнаб Джама - Тринидад и Тобаго – Анна-Лиз Нантон - Турция – Идиль Бильген - Уганда – Наташа Ньоньози - Вьетнам – Хюинь Чан Й Ньи - Замбия – Вера Бвалья - Зимбабве – Кортни Джонгве |

#### Континентальная королева красоты
В финале конкурса были объявлены 8 финалисток, в число которых вошли четыре победительницы континентальных отборочных туров и четыре вице-мисс. Вице-мисс с континента новой обладательницы титула была повышена до звания победительницы континентального отборочного тура. По окончании финала были отдельно присуждены титулы для регионов Карибского бассейна и Океании.
| Континент/Регион         | Победительница                    |
| ------------------------ | --------------------------------- |
| Африка                   | - Эфиопия – Хассет Дерэдже Адмасу |
| Северная и Южная Америка | - Бразилия – Жессика Педросо      |
| Азия                     | - Филиппины – Кришна Гравидез     |
| Карибский бассейн        | - Мартиника – Орели Жоашен        |
| Европа                   | - Польша – Майя Клайда            |
| Океания                  | - Австралия – Жасмин Стрингер     |

#### Специальные награды
Организаторы объявили, что актёр и основатель благотворительного фонда «Sood Charity Foundation», Сону Суд, был удостоен престижной Гуманитарной премии на Гранд-финале.

## Конкурс красоты

### Отборочный комитет
- Донна Уолш — Официальный режиссёр 72-й Мисс Мира[56]
- Карина Тиррелл[англ.] — Врач в области общественного здравоохранения, филантроп, инвестор, научный сотрудник Кембриджского университета и обладательница титула «Мисс Англия 2014»[1]
- Джулия Морли — Председатель и главный исполнительный директор «Организация Мисс мира»[68]
- Мануши Чхиллар — Индийская актриса, модель и победительница Мисс мира 2017[69]
- Намрата Широдкар[англ.] — Индийская актриса[68]
- Рана Даггубати — Индийский актер, продюсер и предприниматель[68]
- Шри Джайеш Ранджан Иас — Специальный главный секретарь правительства Телингана[56]
- Сону Суд — Индийский актёр, кинопродюсер, модель, гуманист и филантроп[70]
- Судха Редди[англ.] — Индийская бизнесвумен, предпринимательница и филантроп[1]

### Формат
Конкурс «Мисс Мира 2025» проводится по континентальному принципу. Десять участниц из каждого из четырёх регионов — Африки, Америки и Карибского бассейна, Азии и Океании и Европы — попадают в Топ-40, включая победительниц конкурса «Fast Track», которые проходят квалификацию автоматически. Затем судьи отбирают по 5 лучших из каждого региона, формируя Топ-20, который далее сужается до двух лучших в каждом регионе. Четыре региональные победительницы становятся финалистками общего Топ-4. Одна из них коронуется как победительница Мисс Мира, а остальные становятся первым, вторым и третьим Вице-мисс.

## Соревнования

### Спортивное испытание
Спортивное испытание состоялось 17 мая в G. M. C. Balayogi Athletic Stadium, где участницы боролись за место среди четвертьфиналистов и место в Топ-10 победителей континентального региона.
- Попадание в Топ-40 благодаря спортивному вызову.

| Место                               | Участница | Континент                                    | Команда         |
| ----------------------------------- | --- | -------------------------------------------- | --------------- |
| Победитель                          | - Эстония – Элиизе Рандмаа | Европа                                       | Синяя команда   |
| 2-я Вице-мисс                       | - Мартиника – Орели Жоашен | Северная и Южная Америка и Карибский бассейн | Зелёная команда |
| 3-я Вице-мисс                       | - Канада – Эмма Моррисон | Северная и Южная Америка и Карибский бассейн | Зелёная команда |
| 4-я Вице-мисс                       | - Тринидад и Тобаго – Анна-Лиз Нантон | Северная и Южная Америка и Карибский бассейн | Зелёная команда |
| Top 32 (Континентальные финалистки) | - Ангола – Нурия Ассис - Ботсвана – Анисия Гаотуси - Эфиопия – Хассет Дерэдже Адмасу - Кения – Грейс Рамту - Намибия – Селма Каманья - Нигерия – Джой Моджисола Райми - Сомали – Зейнаб Джама - Зимбабве – Кортни Джонгве                              | Африка                                       | Жёлтая команда  |
| Top 32 (Континентальные финалистки) | - Кюрасао – Шубрейни Дамс - Сальвадор – София Эступиньян - Гватемала – Джейми Эскобедо - Мексика – Мариэли Леаль - Никарагуа – Вирмания Родригес | Северная и Южная Америка и Карибский бассейн | Зелёная команда |
| Top 32 (Континентальные финалистки) | - Австралия – Жасмин Стрингер - Индонезия – Моника Кезия Сембиринг - Япония – Киана Томита - Монголия – Эрденесувд Батьябар - Новая Зеландия – Саманта Пул - Филиппины – Кришна Гравидез - Сингапур – Дельвина Катерина Лютер - Турция – Идиль Бильген | Азия и Океания                               | Красная команда |
| Top 32 (Континентальные финалистки) | - Бельгия – Карен Янсен - Болгария – Теодора Мильтенова - Франция – Агат Кое - Ирландия – Жасмин Герхардт - Нидерланды – Джейн Кнютсер - Северная Ирландия – Ханна Джонс - Словения – Алина Томанич                                                    | Европа                                       | Синяя команда   |

### Конкурс талантов
Конкурс талантов пройдёт 22 мая в Shilpakala Vedika, где участницы продемонстрируют своё мастерство в музыке, танцах и искусстве.

### Испытание на прочность
Испытание на прочность пройдёт 23 мая в Trident Hotel, Nariman Point, которое сконцентрирует внимание на интеллекте, уверенности и коммуникативных навыках участниц посредством обсуждения глобальных проблем один на один/

### Испытание для топ-модели
23 и 24 мая состоится конкурс «Мисс Топ-модель мира», а затем показ ювелирных изделий и жемчуга, в котором примут участие ведущие модельеры Теланганы.

### Красота с целью
Презентации «Красота с целью» состится 26 мая в HITEX Exhibition Centre с целью освещения проектов социальной помощи, реализованные участницами конкурса.

## Участницы
Список участниц:
| Страна/Территория        | Участница                      | Возраст | Родной город            | Континентальная группа                       |
| ------------------------ | ------------------------------ | ------- | ----------------------- | -------------------------------------------- |
| Албания                  | Элона Ндрекаж                  | 24      | Тирана                  | Европа                                       |
| Ангола                   | Нурия Ассис                    | 30      | Луанда                  | Африка                                       |
| Аргентина                | Гваделупе Аломар               | 20      | Росарио                 | Северная и Южная Америка и Карибский бассейн |
| Армения                  | Адрин Ахемьян                  | 19      | Ереван                  | Азия и Океания                               |
| Австралия                | Жасмин Стрингер                | 27      | Голд-Кост               | Азия и Океания                               |
| Бангладеш                | Аклима Атика Коника            | 26      | Дакка                   | Азия и Океания                               |
| Бельгия                  | Карен Янсен                    | 23      | Ломмел                  | Европа                                       |
| Белиз                    | Шаяри Моратайя                 | 23      | Белиз                   | Северная и Южная Америка и Карибский бассейн |
| Боливия                  | Ольга Чавез                    | 21      | Санта-Крус-де-ла-Сьерра | Северная и Южная Америка и Карибский бассейн |
| Босния и Герцеговина     | Эна Адрович                    | 21      | Живинице                | Европа                                       |
| Ботсвана                 | Анисия Гаотуси                 | 22      | Тутуме                  | Африка                                       |
| Бразилия                 | Жессика Педросо                | 24      | Пирасикаба              | Северная и Южная Америка и Карибский бассейн |
| Болгария                 | Теодора Мильтенова             | 24      | Петрич                  | Европа                                       |
| Камбоджа                 | Джулия Рассел                  | 18      | Пномпень                | Азия и Океания                               |
| Камерун                  | Исси Принцесс                  | 24      | Прибрежный регион       | Африка                                       |
| Канада                   | Эмма Моррисон                  | 24      | Шапло                   | Северная и Южная Америка и Карибский бассейн |
| Острова Кайман           | Джада Рамун                    | 26      | Бадден-Таун             | Северная и Южная Америка и Карибский бассейн |
| Чили                     | Франциска Лавандеро            | 23      | Лос-Анхелес             | Северная и Южная Америка и Карибский бассейн |
| Китай                    | Вантин Лю                      | 22      | Вэйфан                  | Азия и Океания                               |
| Колумбия                 | Каталина Кинтеро               | 24      | Богота                  | Северная и Южная Америка и Карибский бассейн |
| Кот-д’Ивуар              | Фатумата Кулибали              | 21      | Гонтуго                 | Африка                                       |
| Хорватия                 | Томислава Дукич                | 26      | Томиславград            | Европа                                       |
| Кюрасао                  | Шабрэйн Дэмс                   | 23      | Виллемстад              | Северная и Южная Америка и Карибский бассейн |
| Чехия                    | Адела Штроффекова              | 22      | Прага                   | Европа                                       |
| Дания                    | Эмма Хейст                     | 22      | Копенгаген              | Европа                                       |
| Доминиканская Республика | Майра Алехандра Дельгадо       | 23      | Санто-Доминго           | Северная и Южная Америка и Карибский бассейн |
| Эквадор                  | Сандра Альварадо               | 24      | Санто-Доминго           | Северная и Южная Америка и Карибский бассейн |
| Сальвадор                | София Эступиньян               | 25      | Санта-Ана               | Северная и Южная Америка и Карибский бассейн |
| Англия                   | Милла Мейджи                   | 23      | Ньюгуай                 | Европа                                       |
| Экваториальная Гвинея    | Эстела Нгема Манге             | 23      | Акуренам                | Африка                                       |
| Эстония                  | Элайза Рандмаа                 | 24      | Тюри                    | Европа                                       |
| Эфиопия                  | Хассет Дередже Адмасу          | 19      | Аддис-Абеба             | Африка                                       |
| Финляндия                | София Сингх                    | 29      | Хельсинки               | Европа                                       |
| Франция                  | Агата Кауэт                    | 26      | Лилль                   | Европа                                       |
| Германия                 | Сильвия Дёрре Санчес           | 28      | Лейпциг                 | Европа                                       |
| Гана                     | Ютта Покуа                     | 20      | Центральная область     | Африка                                       |
| Гибралтар                | Шанайа Баллестер               | 19      | Гибралтар               | Европа                                       |
| Греция                   | Стелла Михайлиду               | 23      | Салоники                | Европа                                       |
| Гваделупа                | Ноэми Милн                     | 26      | Бе-Мо                   | Северная и Южная Америка и Карибский бассейн |
| Гватемала                | Джейми Эскобедо                | 18      | Масатенанго             | Северная и Южная Америка и Карибский бассейн |
| Гвинея                   | Кадиату Саване                 | 25      | Конакри                 | Африка                                       |
| Гайана                   | Залика Сэмюэлс                 | 21      | Джорджтаун              | Северная и Южная Америка и Карибский бассейн |
| Гаити                    | Кристи Гиран                   | 24      | Порт-о-Пренс            | Северная и Южная Америка и Карибский бассейн |
| Гондурас                 | Изза Севильи                   | 18      | Ла-Сейба                | Северная и Южная Америка и Карибский бассейн |
| Венгрия                  | Андреа Катценбах               | 23      | Кишкёрёш                | Европа                                       |
| Индия                    | Нандини Гупта                  | 21      | Кота                    | Азия и Океания                               |
| Индонезия                | Моника Кезия Сембиринг         | 23      | Каро                    | Азия и Океания                               |
| Ирландия                 | Жасмин Герхардт                | 25      | Дублин                  | Европа                                       |
| Италия                   | Кьяра Эспозито                 | 21      | Курти                   | Европа                                       |
| Ямайка                   | Тахье Беннетт                  | 24      | Кингстон                | Северная и Южная Америка и Карибский бассейн |
| Япония                   | Киана Томита                   | 28      | Токио                   | Азия и Океания                               |
| Казахстан                | Сабина Идрисова                | 22      | Астана                  | Азия и Океания                               |
| Кения                    | Грейс Рамту                    | 25      | Найроби                 | Африка                                       |
| Кыргызстан               | Айжан Чаначева                 | 26      | Нарын                   | Азия и Океания                               |
| Латвия                   | Мария Мишурова                 | 17      | Рига                    | Европа                                       |
| Ливан                    | Нада Кусса                     | 26      | Рахбе                   | Азия и Океания                               |
| Мадагаскар               | Сирия Темагномб                | 22      | Цируанумандиди          | Африка                                       |
| Малайзия                 | Сарупа Роши                    | 26      | Перак                   | Азия и Океания                               |
| Мальта                   | Мартина Кутажар                | 25      | Аттард                  | Европа                                       |
| Мартиника                | Орели Жоаким                   | 27      | Дюко                    | Северная и Южная Америка и Карибский бассейн |
| Маврикий                 | Венна Румна                    | 22      | Порт-Луи                | Африка                                       |
| Мексика                  | Мариэли Леаль                  | 28      | Гуасаве                 | Северная и Южная Америка и Карибский бассейн |
| Молдова                  | Ангелина Читайка               | 22      | Тирасполь               | Европа                                       |
| Монголия                 | Эрдэнэсувд Батябар             | 22      | Улан-Батор              | Азия и Океания                               |
| Черногория               | Андреа Николич                 | 21      | Подгорица               | Европа                                       |
| Мьянма                   | Хиса Кхин                      | 17      | Кяуктага                | Азия и Океания                               |
| Намибия                  | Сельма Каманья                 | 28      | Виндхук                 | Африка                                       |
| Непал                    | Шриччха Прадхан                | 25      | Катманду                | Азия и Океания                               |
| Нидерланды               | Джейн Кностер                  | 19      | Гаага                   | Европа                                       |
| Новая Зеландия           | link=Miss International 2024}} | 22      | Фангареи                | Азия и Океания                               |
| Никарагуа                | Вирмания Родригес              | 23      | Эль-Хикараль            | Северная и Южная Америка и Карибский бассейн |
| Нигерия                  | Джой Мохисола Райми            | 24      | Порт-Харкорт            | Африка                                       |
| Северная Македония       | Чарна Невзати                  | 20      | Скопье                  | Европа                                       |
| Северная Ирландия        | Ханна Джонс                    | 25      | Белфаст                 | Европа                                       |
| Панама                   | Кароль Родригес                | 22      | Панама                  | Северная и Южная Америка и Карибский бассейн |
| Парагвай                 | Янина Гомес                    | 28      | Асунсьон                | Северная и Южная Америка и Карибский бассейн |
| Перу                     | Стайси Хуамансиса              | 20      | Лима                    | Северная и Южная Америка и Карибский бассейн |
| Филиппины                | Кришна Гравидез                | 24      | Багио                   | Азия и Океания                               |
| Польша                   | Майя Клайда                    | 21      | Ленчна                  | Европа                                       |
| Португалия               | Мария Амелия Баптиста          | 26      | Порту                   | Европа                                       |
| Пуэрто-Рико              | Валерия Перес                  | 23      | Манати                  | Северная и Южная Америка и Карибский бассейн |
| Румыния                  | Александра-Беатрис Кэтэлин     | 23      | Бухарест                | Европа                                       |
| Шотландия                | Эми Скотт                      | 24      | Стрейвен                | Европа                                       |
| Сенегал                  | Маме Фама Гайе                 | 24      | Фатик                   | Африка                                       |
| Сербия                   | Александра Рутович             | 25      | Белград                 | Европа                                       |
| Сьерра-Леоне             | Лашеве Дэвис                   | 23      | Фритаун                 | Африка                                       |
| Сингапур                 | Дельвина Катерина Лютер        | 28      | Сингапур                | Азия и Океания                               |
| Словения                 | Алида Томанич                  | 20      | Птуй                    | Европа                                       |
| Сомали                   | Зайнаб Джама                   | 23      | Могадишо                | Африка                                       |
| ЮАР                      | Зоализа Янсен ван Ренсбург     | 19      | Йоханнесбург            | Африка                                       |
| Южный Судан              | Айом Тито Матич                | 24      | Гогриаль-Ист-Каунти     | Африка                                       |
| Испания                  | Корина Мразек Гонсалес         | 22      | Лос-Реалехос            | Европа                                       |
| Шри-Ланка                | Ануди Гунасекара               | 25      | Анурадхапура            | Азия и Океания                               |
| Суринам                  | Ченелла Розендаль              | 21      | Парамарибо              | Северная и Южная Америка и Карибский бассейн |
| Швеция                   | Изабель Ошс                    | 20      | Мальмё                  | Европа                                       |
| Таиланд                  | Сучата Чуангсри                | 21      | Пхукет                  | Азия и Океания                               |
| Того                     | Натали Яо-Амуама               | 21      | Ломе                    | Африка                                       |
| Тринидад и Тобаго        | Анна-Лиза Нантон               | 23      | Санта-Круз              | Северная и Южная Америка и Карибский бассейн |
| Тунис                    | Ламис Редисси                  | 23      | Джерба                  | Африка                                       |
| Турция                   | Идиль Бильген                  | 24      | Анкара                  | Азия и Океания                               |
| Уганда                   | Наташа Ньоньози                | 23      | Кабале                  | Африка                                       |
| Украина                  | Мария Мельниченко              | 20      | Киев                    | Европа                                       |
| США                      | Афина Кросби                   | 26      | Сан-Хосе                | Северная и Южная Америка и Карибский бассейн |
| Венесуэла                | Валерия Каннаво                | 24      | Маракай                 | Северная и Южная Америка и Карибский бассейн |
| Вьетнам                  | Хюинь Чан Й Ньи                | 22      | Биньдинь                | Азия и Океания                               |
| Уэльс                    | Милли-Мэй Адамс                | 22      | Кардифф                 | Европа                                       |
| Замбия                   | Вера Бвалья                    | 24      | Китве-Нкана             | Африка                                       |
| Зимбабве                 | Кортни Джонгве                 | 23      | Мутаре                  | Африка                                       |